# Jeyhun Nuriyev
Jeyhun Nuriyev (30 de marzo de 2001) es un futbolista azerí que juega en la demarcación de centrocampista para el Zira FK de la Liga Premier de Azerbaiyán.

## Selección nacional
Tras jugar en las categorías inferiores de la selección, finalmente hizo su debut con la selección de fútbol de Azerbaiyán en un partido amistoso contra Macedonia del Norte que finalizó con un resultado de 1-3 a favor del combinado azerí tras el gol de Enis Bardi para Macedonia, y de Elvin Cəfərquliyev, Musa Qurbanlı y Ramil Şeydayev para Azerbaiyán.

## Clubes
| Club     | País       | Año       | Partidos | Goles |
| -------- | ---------- | --------- | -------- | ----- |
| Sabah FK | Azerbaiyán | 2020-2023 | 54       | 4     |
| Zira FK  | Azerbaiyán | 2024-     | 63       | 6     |